# François Grimaldi
François Grimaldi, ofwel Francesco Grimaldi, bijgenaamd 'Malizia' ("de sluwe"), was de Genuese leider van de Welfen, die in de nacht van 8 januari 1297 de rots van Monaco innam en aldus het daar nog steeds regerende Huis Grimaldi stichtte.
Francesco Grimaldi, afstammeling van Otto Canella, consul van Genua in 1133, was de zoon van Guglielmo Grimaldi en Giacobina. Hij werd uit Genua weggejaagd toen de Welfen, die de Paus steunden, een zware nederlaag leden in de buurt van de stad.
Francesco Grimaldi had zich op de avond van 8 januari 1297 vermomd als monnik (in het Italiaans monaco) en kreeg zo, met in zijn kielzog zijn neef Reinier Grimaldi, toegang tot het fort op de rots van Monaco, dat toen in handen was van de stadstaat Genua. Vervolgens doodde hij met zijn zwaard de bewaker, waarna zijn soldaten de vesting konden binnenkomen. Zo greep Francesco Grimaldi de macht over Monaco via een list.
Voor het paleis van de prins van Monaco staat het beeld Malizia van de Nederlandse beeldhouwer Kees Verkade. Het beeld stelt een monnik voor met onder zijn pij een zwaard. Verkade kreeg de opdracht voor dit beeld in verband met het herdenkingsjaar 1997, toen Monaco 700 jaar werd geregeerd door de familie Grimaldi.